# Egelshofen
Egelshofen war eine Ortschaft, eine Orts- und eine Munizipalgemeinde im Kanton Thurgau in der Schweiz. 1874 änderten die Gemeinden Egelshofen ihren Namen in Kreuzlingen. Heute ist Egelshofen ein Quartier der Stadt Kreuzlingen.
Egelshofen bestand aus der grossen und der kleinen oder der inneren und der äusseren Gemeinde. Zu dieser gehörten die umliegenden Höfe Alp, Remensberg, Wöschbach, Hörnli am See, die Häuser beim neuen Kloster Kreuzlingen und der Schoder an der Löwenstrasse.
Egelshofen entwickelte sich im 20. Jahrhundert mit Kreuzlingen, Bernrain, Emmishofen und Kurzrickenbach zur Stadt Kreuzlingen.

## Geschichte

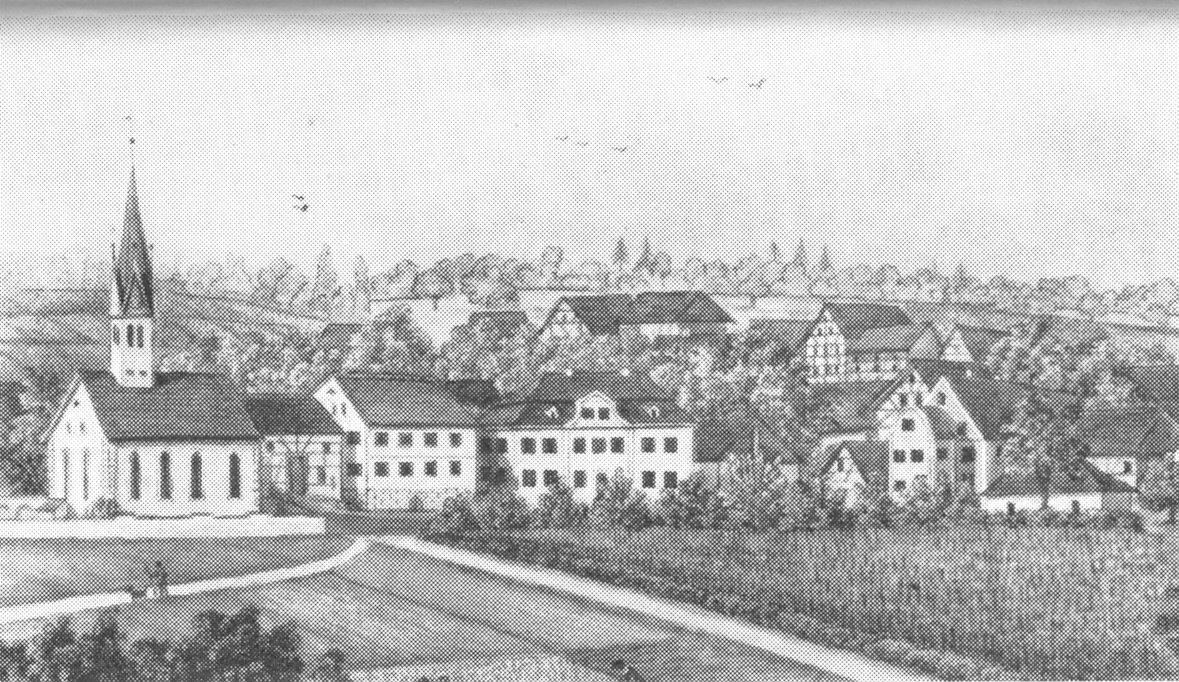
Egelshofen 1834

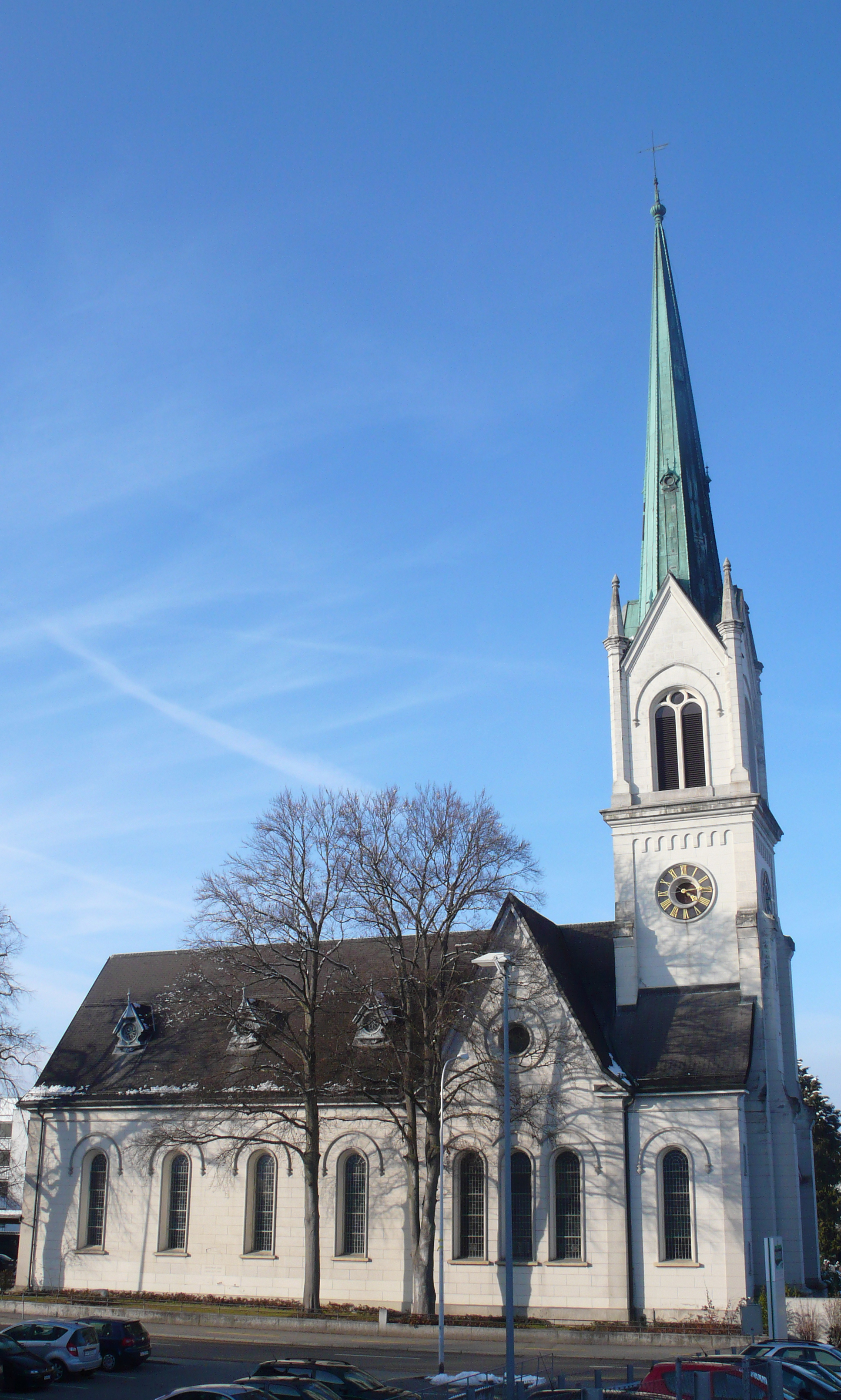
Evangelische Kirche

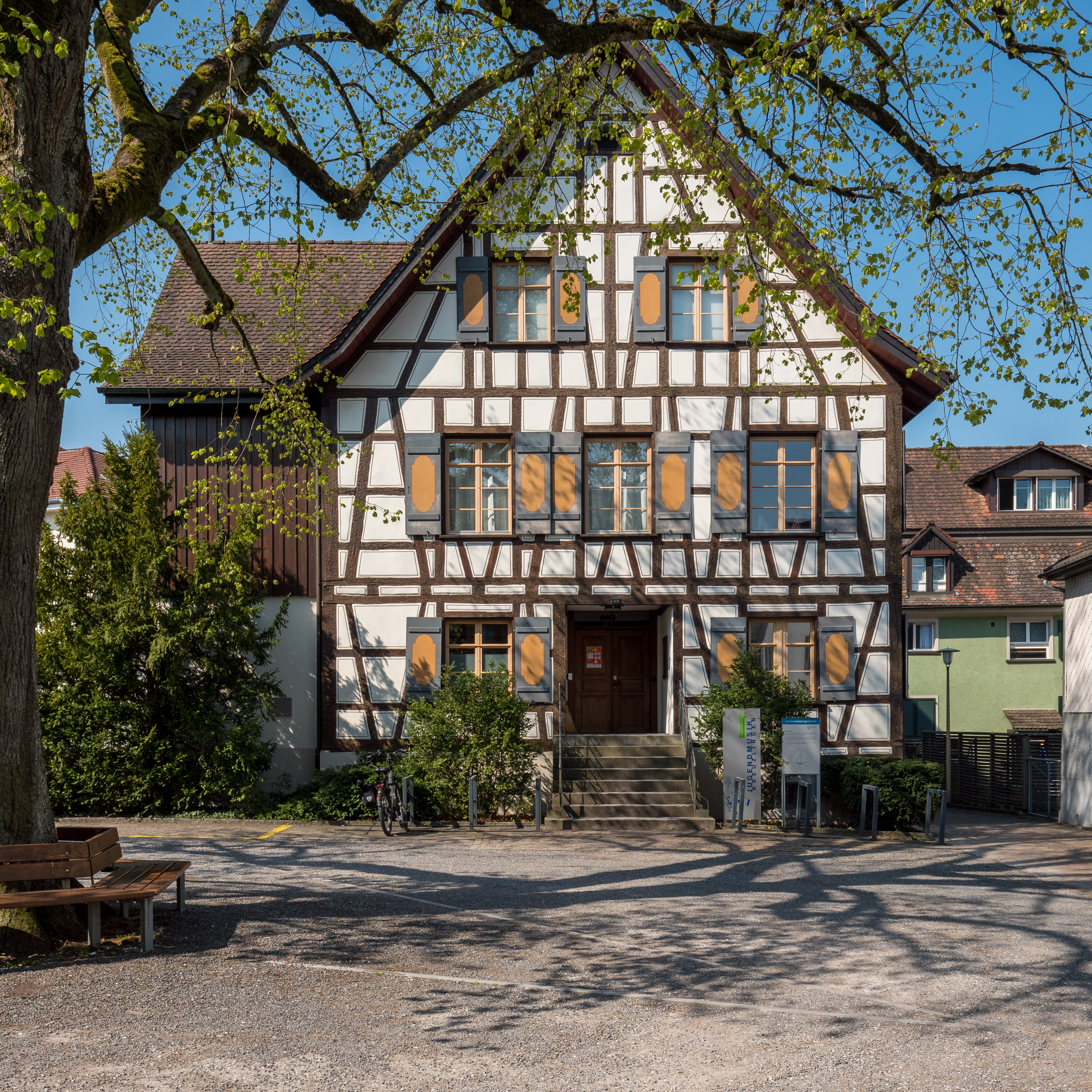
Altes Gemeindehaus Egelshofen

Erstmals erwähnt wurde Eigolteshoven im Jahr 1125. Egelshofen gehörte im Frühmittelalter zur Konstanzer Bischofshöri und später zur Vogtei Eggen, in der im Spätmittelalter eine Richtstätte stand. Eggen war im 14. Jahrhundert an die Edlen von Klingenberg verpfändet und gelangte 1449 zur Hälfte an die Stadt Konstanz; die andere Hälfte erwarb Konstanz 1542 von Sebastian Muntprat. Als Inhaberin des thurgauischen Landgerichts schaffte Konstanz 1453 das Hochgericht ab. 1499 ging das Landgericht an die zehn am Malefiz beteiligten eidgenössischen Orte im Thurgau. Die niedergerichtlichen Rechte der Vogtei blieben bis 1798 bei Konstanz. Die Fischenzen, die Taverne in Egelshofen, das Hörnli, das Schloss Gaissberg und einige Höfe gehörten bis 1798 zur niederen Gerichtsbarkeit des Stifts Kreuzlingen. In der Helvetik bestand die gewählte Munizipalität aus dem Altbürgermeister, dem Gemeindepfleger und ehemaligen Richtern.
|                   | 1831 | 1850 | 1870 |
| ----------------- | ---- | ---- | ---- |
| Munizipalgemeinde | –    | 1672 | –    |
| Ortsgemeinde      | 661  | 1152 | 1414 |

Bis 1125 gehörte Egelshofen zur Pfarrei St. Paul in Konstanz, danach war das neue Stift Kreuzlingen zuständig. Die Pfarrei wandte sich früh dem evangelischen Glauben zu, und der Prädikant predigte in der Stiftskirche. 1532 aber mussten die Reformierten auf diese verzichten und erhielten die Kirche St. Jodok in Konstanz zum Gebrauch. Als 1548 Konstanz zum katholischen Glauben zurückkehrte, untersagte dessen Magistrat den Reformierten den Zutritt zur Kirche. 1549 trat ihnen das Stift die Kapelle Kurzrickenbach ab und leistete jährlich 32 Gulden an die Pfarrbesoldung. Bis 1709 besorgte der Pfarrer von Scherzingen die Seelsorge, danach stellte die Gemeinde einen Pfarrer an. 1629 erhielten die Reformierten einen Friedhof in Egelshofen. Dank dem Vierten Landfrieden von 1712 erhielt Egelshofen 1724 eine eigene reformierte Kirche. Frauengemeinden wählten im 18. Jahrhundert in Egelshofen die Hebammen.
Die Dreizelgenwirtschaft prägte die Landnutzung; neben Ackerbau wurden auch Reb- und Obstbau sowie Viehzucht betrieben.
1833 erfolgte die Gründung des Lehrerseminars, 1835 einer landwirtschaftlichen Schule und 1857 der Heilanstalt Bellevue durch den Psychiater Ludwig Binswanger. 1871 und 1875 wurden die Bahnlinien Romanshorn–Konstanz und Konstanz–Schaffhausen eröffnet.
1874 wurde aus Egelshofen die Gemeinde Kreuzlingen.

## Persönlichkeiten
- Arnold Lang (1838–1896), Redaktor, Herausgeber und Theaterautor (in Egelshofen geboren)
- Edgar Steiger (1858–1919), Literaturhistoriker, Schriftsteller und Journalist (in Egelshofen geboren)
- Emil Hofmann (1865–1927), Pfarrer und Politiker (in Egelshofen geboren)
- Helen Dahm, auch Helene Dahm (1878–1968), Malerin und Künstlerin (in Egelshofen auf Schloss Rosenegg geboren)